# Iceland International (бадмінтон)
Iceland International — щорічний міжнародний бадмінтонний турнір, який проходить в Ісландії з 1986 року. У 2008 році змагання не проводились через фінансову кризу в країні. Входить до складу European Badminton Circuit.

## Переможці
| Рік  | Чоловічий одиночний   | Жіночий одиночний      | Чоловічий парний                           | Жіночий парний                                   | Змішаний парний                              |
| ---- | --------------------- | ---------------------- | ------------------------------------------ | ------------------------------------------------ | -------------------------------------------- |
| 1986 | Wang Junjie           | Елінор Аллен           | Росс Гловін Алістер Бейкер                 | Крістін Магнусдоуттір Тордіс Едвальд             | Алістер Бейкер Елінор Аллен                  |
| 1987 | Бродді Крістьянссон   | Тордіс Едвальд         | Бродді Крістьянссон Торйстен П. Хайнгссон  | Крістін Магнусдоуттір Тордіс Едвальд             | Бродді Крістьянссон Крістін Магнусдоуттір    |
| 1988 | Кріс Джогіс           | Гюдрюн Юлюсдоуттір     | Кріс Джогіс Джон Бріттон                   | Лінда Френч Пем Оуенс                            | Джон Бріттон Пем Оуенс                       |
| 1989 | Бродді Крістьянссон   | Тордіс Едвальд         | Бродді Крістьянссон Торйстен П. Хайнгссон  | Гюдрюн Юлюсдоуттір Крістін Магнусдоуттір         | Бродді Крістьянссон Тордіс Едвальд           |
| 1990 | Бродді Крістьянссон   | Гюдрюн Юлюсдоуттір     | Бродді Крістьянссон Торйстен П. Хайнгссон  | Паула Ріп Інга К'яртансдоуттір                   | Торйстен П. Хайнгссон Інга К'яртансдоуттір   |
| 1991 | Метью Сміт            | Sun Xiaoqing           | Арманн Торвальдссон Торйстен П. Хайнгссон  | Крістін Магнусдоуттір Sun Xiaoqing               | Бродді Крістьянссон Sun Xiaoqing             |
| 1992 | Майк Браун            | Дженні Аллен           | Саймон Арчер Джуліан Робертсон             | Дженні Аллен Елінор Аллен                        | Кен Міддлмісс Елінор Аллен                   |
| 1993 | Стів Батлер           | Ельса Нільсен          | Дейв Райт Джуліан Робертсон                | Лоррейн Томас Керрі Маккіттрік                   | Дейв Райт Лоррейн Томас                      |
| 1994 | Бродді Крістьянссон   | Ельса Нільсен          | Арні Тоур Халльгрімсон Бродді Крістьянссон | Бірна Петерсен Гюдрюн Юлюсдоуттір                | Арні Тоур Халльгрімсон Гюдрюн Юлюсдоуттір    |
| 1995 | Бродді Крістьянссон   | Ельса Нільсен          | Арні Тоур Халльгрімсон Бродді Крістьянссон | Ельса Нільсен Вігдіс Асгейрсдоуттір              | Арні Тоур Халльгрімсон Гюдрюн Юлюсдоуттір    |
| 1996 | Еасмус Венгберг       | Ельса Нільсен          | Арні Тоур Халльгрімсон Бродді Крістьянссон | Ельса Нільсен Вігдіс Асгейрсдоуттір              | Арні Тоур Халльгрімсон Вігдіс Асгейрсдоуттір |
| 1997 | Нільс Крісіан Кальдау | Крістіна Соренсен      | Нільс Крісіан Кальдау Йоакім Фішер         | Крістіна Соренсен Яне Ф. Брамсен                 | Йоакім Фішер Яне Ф. Брамсен                  |
| 1998 | Стеффан Пандья        | Джилл Піттард          | Арні Тоур Халльгрімсон Бродді Крістьянссон | Трейсі Дайнін Лоррейн Коул                       | Томас Віборг Емма Густафссон                 |
| 1999 | Расмус Венгберг       | Кароліна Еріксон       | Фредрік Бергстрем Генрік Андерсон          | Вігдіс Асгейрсдоуттір Дріфа Хардардоуттір        | Фредрік Бергстрем Єнні Карлссон              |
| 2000 | Колін Гафтон          | Ребекка Пентені        | Пітер Джеффрі Девід Ліндлі                 | Наталі Мант Ліза Паркер                          | Девід Ліндлі Емма Чреффін                    |
| 2001 | Метью Шакер           | Елізабет Кенн          | Йохен Кассель Інго Кіндерфатер             | Вігдіс Асгейрсдоуттір Рагна Інгоульфсдоуттір     | Томас Лайбурн Каріна Серенсен                |
| 2002 | Ян Фреліх             | Сьюзен Х'юз            | Йохен Кассель Інго Кіндерфатер             | Кірстін Макюен Юен Вемісс                        | Петер Стеффенсен Стіне Бергстрем             |
| 2003 | Йоакім Фішер Нільсен  | Петя Неделчева         | Йоакім Фішер Нільсен Єспер Ларсен          | Петя Неделчева Нелі Ботева                       | Саймон Арчер Донна Келлогг                   |
| 2004 | Боббі Мілрой          | Сьюзен Х'юз            | Пол Трумен Ієн Пейлторп                    | Ліза Паркер Сьюзенн Райяппан                     | Пітер Джеффрі Гейлі Коннор                   |
| 2005 | Єнс Крістіан Лет      | Сара Перссон           | Андерс Крістіансен Сімон Моллюхус          | Йоханна Перссон Елін Бергблом                    | Хенрі Хурскайнен Йоханна Перссон             |
| 2006 | Магнус Сальберг       | Рагна Інгоульфсдоуттір | Крістоффер Брун Єнсен Мортен Т. Кронборг   | Аймоген Бенкір Емма Мейсон                       | Хенрі Хурскайнен Емма Венгберг               |
| 2007 | Петр Кукал            | Рагна Інгоульфсдоуттір | Петер Гасбак Йонас Глюагер Єнсен           | Катрін Атладоуттір Рагна Інгоульфсдоуттір        | Йонас Глюагер Єнсен Марія Кабербель Торберг  |
| 2008 | Не проводився         | Не проводився          | Не проводився                              | Не проводився                                    | Не проводився                                |
| 2009 | Крістіан Лінд Томсен  | Рагна Інгоульфсдоуттір | Андерс Скаруп Расмуссен Рене Ліндсков      | Рагна Інгоульфсдоуттір Сньоулейг Йоуханнсдоуттір | Тайс Крістіансен Йоан Крістіансен            |